# Ілок
І́лок (хорв. Ilok) — найсхідніше місто Хорватії. Центр однойменної громади на крайньому сході країни. Адміністративно належить до Вуковарсько-Сремської жупанії. Розташоване на пагорбі над Дунаєм, який у тому місці утворює кордон із сербським автономним краєм Воєводина.

## Населення
Населення громади за даними перепису 2011 року становило 6 767 осіб. Населення самого міста становило 5 072 осіб.
Динаміка чисельності населення громади:
Динаміка чисельності населення міста:
Абсолютну більшість населення становлять хорвати (76,94 %). У муніципалітеті Ілок проживає найчисельніша словацька громада Хорватії (частка словацької меншини в населенні муніципалітету — 12,5 %), а також мешкає 6,78 % сербів та 1,17 % угорців.

## Населені пункти
Крім міста Ілок, до громади також входять:
- Вапська
- Мохово
- Шаренград

## Клімат
Середня річна температура становить 11,20°C, середня максимальна – 25,18°C, а середня мінімальна – -5,11°C. Середня річна кількість опадів – 630 мм.
| Клімат міста                                  | Клімат міста | Клімат міста | Клімат міста | Клімат міста | Клімат міста | Клімат міста | Клімат міста | Клімат міста | Клімат міста | Клімат міста | Клімат міста | Клімат міста | Клімат міста |
| Показник                                      | Січ.         | Лют.         | Бер.         | Квіт.        | Трав.        | Черв.        | Лип.         | Серп.        | Вер.         | Жовт.        | Лист.        | Груд.        |              |
| Середній максимум, °C                         | 6,21         | 7,76         | 12,12        | 16,92        | 22,24        | 25,18        | 25,08        | 24,86        | 20,78        | 15,42        | 9,60         | 5,70         |              |
| Середня температура, °C                       | 0,54         | 2,09         | 6,47         | 11,27        | 16,57        | 19,52        | 21,15        | 20,92        | 16,85        | 11,48        | 5,66         | 1,76         |              |
| Середній мінімум, °C                          | −5,11        | −3,55        | 0,80         | 5,62         | 10,91        | 13,85        | 17,22        | 17,00        | 12,92        | 7,56         | 1,74         | −2,16        |              |
| Норма опадів, мм                              | 40           | 36           | 39           | 51           | 57           | 83           | 66           | 57           | 47           | 47           | 56           | 51           |              |
| Середньомісячна швидкість вітру, м/с          | 2.21         | 2.45         | 2.90         | 2.80         | 2.50         | 2.24         | 2.20         | 2.04         | 2.00         | 2.22         | 2.30         | 2.28         |              |
| Середньомісячна сонячна радіація, кДж/м²·день | 4424         | 7215         | 11275        | 15724        | 19512        | 21858        | 22366        | 20502        | 15230        | 9748         | 5070         | 3681         |              |
| --------------------------------------------- | ------------ | ------------ | ------------ | ------------ | ------------ | ------------ | ------------ | ------------ | ------------ | ------------ | ------------ | ------------ | ------------ |
| Джерело:                                      |              |              |              |              |              |              |              |              |              |              |              |              |              |